# Esch tamid
Der Begriff Esch tamid (hebräisch אֵשׁ תָּמִיד, literarisch: „ewiges Feuer“) bezeichnet ein Feuer, das gemäß der Tora (3 Mos 6,6 ) auf dem Altar des Mischkan beständig unterhalten werden musste. Dies war die Aufgabe der Kohanim, während der Jerusalemer Tempel bestand.
In der modernen Praxis jüdischen Lebens wird das Esch tamid durch tägliches Gebet und das Studium der Tora symbolisch am Leben erhalten.
Das Ewige Feuer ist nicht zu verwechseln mit dem Ner Tamid, einer Lampe, die zum Inventar einer Synagoge gehört.

## Rezeption
Der US-amerikanische Musiker Matisjahu veröffentlichte einen Song mit dem Titel Aish Tamid, der sich mit diesem Thema der jüdischen Tradition befasst.